# Garcinia cantleyana
Garcinia cantleyana är en tvåhjärtbladig växtart som beskrevs av T. C. Whitmore. Garcinia cantleyana ingår i släktet Garcinia och familjen Clusiaceae. Utöver nominatformen finns också underarten G. c. grandifolia.